# Потапчук Євген Михайлович
Євген Михайлович Потапчук (нар. 17 червня 1968, Слобідка, Ярмолинецький район, Хмельницька область) — український вчений; психолог і педагог. Доктор психологічних наук, професор. Заслужений працівник освіти України. Голова Української асоціації сімейних психологів.

## Біографія
У 1989 закінчив Хмельницьке вище артилерійське командне училище, отримавши спеціальність інженера з експлуатації артилерійського озброєння.
У 1996 році здобув другу вищу освіту, закінчивши соціально-психологічний факультет Київського військового гуманітарного інституту за спеціальністю «практична психологія».
Проходив військову службу на різних посадах: командира взводу, заступника командира окремої роти розвідки, офіцера (психолога) військової частини, заступника начальника відділу морально-психологічного забезпечення та профілактики правопорушень управління виховної роботи Державного комітету Прикордонних військ України (м. Київ), начальника кафедри Національної академії Державної прикордонної служби України імені Богдана Хмельницького (м. Хмельницький), начальника відділу досліджень проблем управління людськими ресурсами Науково-дослідного інституту Державної прикордонної служби України (м. Київ).
З жовтня 2010 року розпочав трудову діяльність у Хмельницькому національному університеті на посадах професора кафедри практичної психології та педагогіки, декана соціально-психологічного факультету. З 2013 року — завідувач кафедри психології та педагогіки.

### Науково-редакційна діяльність
З 2005 року є членом редакційних колегій наукових журналів та збірників наукових праць, зокрема Збірника наукових праць Національної академії Державної прикордонної служби України імені Богдана Хмельницького та Збірника наукових праць «Проблеми екстремальної та кризової психології» Національного університету цивільного захисту України (м. Харків).

### Вибрані праці
- Військова психологія: навч. посіб.  Хмельницький: Вид-во НАПВУ, 2003.  150 с.
- Теорія та практика збереження психічного здоров'я військовослужбовців / Є. М. Потапчук ; Нац. акад. держ. прикордон. служби України ім. Б. Хмельницького.  Хмельницький: Вид-во НАДПСУ, 2004.  323 с.
- Психологічна діагностика військовослужбовців та військового колективу: зб. тестів для військ. керівника.  Хмельницький: Вид-во НАПВУ, 2000.  76 с.
- Психологія ревнивця: довідник сімейного психолога.  Хмельницький: Поліграфіст, 2015.  40 с.
- Кризи сімейного життя та як їх подолати: довідник сімейного психолога / Є. М. Потапчук.  Хмельницький: ХНУ, 2014.  35 с.
- Психологічна діагностика шлюбного потенціалу та міжособистісної сумісності з партнером : довідник сімейного психолога. Хмельницький : «PolyLux design print», 2020. 36 с.https://elar.khmnu.edu.ua/server/api/core/bitstreams/2345e2ff-26a4-4308-b7f9-8615443190bc/content

У співавторстві
- Морально-психологічне забезпечення службової діяльності Прикордонних військ України: підручник.  Хмельницький: Вид-во НАПВУ, 2001.  448 с.
- Психічне здоров'я військовослужбовців: навч. посіб.  Хмельницький: Вид-во НАДПСУ, 2005.  146 с.
- Організація забезпечення збереження психічного здоров'я військовослужбовців: навч. посіб.  Київ, 2007.  134 с.
- Державна фіскальна служба України: управління кадровим потенціалом в умовах інституційних змін: монографія.  Ірпінь ; Хмельницький, 2017.  318 с.
- Основи психолого-педагогічних досліджень: навч. посіб.  Хмельницький: ХНУ, 2017.  160 с.
- Актуальні дослідження в сучасній вітчизняній екстремальній та кризовій психології: монографія.  Харків, 2017.  777 с.
- Психологічна діагностика сімейних ролей як моделей поведінки подружжя : довідник сімейного психолога. Хмельницький : «PolyLux design print», 2021. 52 с. https://elar.khmnu.edu.ua/items/58cbc73c-d01b-4f56-a8a6-16f1c29bc396
- Психодіагностика та психокорекція посттравматичного стресового розладу:  навчально-методичний посібник/ за ред. М. Чайковського. Київ : Університет «Україна», 2025. 290 с. https://elar.khmnu.edu.ua/handle/123456789/18290

Статті
- Кризові стани у поведінці людини / Є. М. Потапчук // Зб. наук. пр. Ін-ту психології ім. Г. С. Костюка АПН України / за ред. С. Д. Максименка.  Київ, 2001.  Т. 3, ч. 8.  С. 350—354.
- Прояви гострого горя у поведінці прикордонників / Є. М. Потапчук // Психологія: зб. наук. пр.  Київ: НПУ ім. М. П. Драгоманова, 2001.  Вип. 14.  С. 404—407.
- Мовленнєва поведінка подружжя в ситуаціях адюльтеру як психологічна проблема / Є. М. Потапчук // Психолінгвістика.  2014.  Вип. 15.  С. 126—137.
- Надзвичайна ситуація як чинник виникнення чуток серед населення / Є. Потапчук, Н. Потапчук // Психологія і суспільство.  2015.  № 4.  С. 12-18.
- Вплив ревнощів на мовленнєву поведінку подружжя / Є. М. Потапчук // Психолінгвістика.  2016.  Вип. 19(1).  С. 147—152.
- Особливості діагностики та корегування психоемоційних станів учасників бойових дій. Науковий вісник Херсонського державного університету. Психологічні науки. 2017. № 2, Т. 2. С. 76–80.
- Особливості формування продуктивного мислення у майбутніх сімейних психологів. Збірник наукових праць Національної академії Державної прикордонної служби України. Психологічні науки. Хмельницький, 2017.  № 3(8). С. 170-181.
- Позитивний імідж фахівця як результат сумлінної праці та успішної самопрезентації. Збірник наукових праць Національної академії Державної прикордонної служби України. Психологічні науки. Хмельницький, 2018. № 2 (10). С. 218–231.
- Реалізація сім’єю з підлітками функції виховання як психологічна проблема. Науковий журнал «Габітус» Причорноморського науково-дослідного інституту економіки та інновацій. 2021. № 21. С. 183–187.
- Моделі поведінки подружжя в реалізації основних сімейних функцій. Науковий журнал «Габітус» Причорноморського науково-дослідного інституту економіки та інновацій. 2021. № 21. С. 268–274. http://habitus.od.ua/journals/2021/21-2021/49.pdf
- Сучасні підходи до визначення поняття «когнітивний стиль особистості». Науковий журнал «Габітус» Причорноморського науково-дослідного інституту економіки та інновацій. 2021. № 26. С. 117–121. http://habitus.od.ua/journals/2021/26-2021/23.pdf
- Вплив сім’ї та сімейного виховання на формування «Я-концепції» у дітей підліткового віку. Науковий журнал «Габітус» Причорноморського науково-дослідного інституту економіки та інновацій. 2022. № 42. С. 84–89. http://habitus.od.ua/journals/2022/42-2022/14.pdf
- Самозбережувальна поведінка особистості як психологічний феномен. Науковий журнал «Габітус» Причорноморського науково-дослідного інституту економіки та інновацій. 2022. № 44. С. 219-223. http://habitus.od.ua/journals/2022/44-2022/37.pdf
- Теоретичний аналіз кризи емоційної байдужості подружжя як психологічної проблеми. Науковий журнал «Psyhology Travelogs» Хмельницького національного університету. № 2, 2023. С. 91-102. https://pt.khmnu.edu.ua/index.php/pt/issue/view/7/5
- Психологічні труднощі шлюбних взаємин, пов’язані з реалізацією репродуктивної функції. Науковий журнал «Psyhology Travelogs» Хмельницького національного університету. № 3, 2023. С. 17-27. https://pt.khmnu.edu.ua/index.php/pt/article/view/102
- Стратегії подолання стресу жінками та їх стресостійкість в умовах воєнного стану в Україні. Науковий журнал «Psyhology Travelogs» Хмельницького національного університету. № 3, 2023. С. 90-99. https://pt.khmnu.edu.ua/index.php/pt/article/view/97
- Психологічні ресурси родини в умовах війни. Науковий журнал «Psyhology Travelogs» Хмельницького національного університету. № 1, 2024. С. 190-199. https://pt.khmnu.edu.ua/index.php/pt/article/view/166
- Психологічний вплив соціального оточення на вибір одягу в залежності від професійної діяльності. Науковий журнал «Psyhology Travelogs» Хмельницького національного університету. № 2, 2024. С. 104-111.
- Теоретико-методологічний аналіз проблеми посттравматичного зростання членів сім’ї в умовах війни. Науковий журнал «Psyhology Travelogs» Хмельницького національного університету. № 2, 2024. С. 184-196. https://pt.khmnu.edu.ua/index.php/pt/article/view/180
- Вплив засобів масової інформації на формування майбутнього сім’янина. Науковий журнал «Psyhology Travelogs» Хмельницького національного університету. № 3, 2024. С. 29-36. https://pt.khmnu.edu.ua/index.php/pt/article/view/202/189
- Методичні основи тренінгово-розвивальної програми з підготовки до шлюбу: структура та зміст. Наукові перспективи. Серія «Психологія». № 11 (53) 2024. С. 1530-1542. http://perspectives.pp.ua/index.php/np/article/view/17195/17267
- Причини розвитку синдрому недолюбленої дитини. Науковий журнал «psyhology Travelogs» Хмельницького національного університету. № 4, 2024. С. 180-190. https://pt.khmnu.edu.ua/index.php/pt/article/view/242/228
- Чинники готовності майбутніх психологів до роботи з неповними сім’ями. Науковий журнал «psyhology Travelogs» Хмельницького національного університету. № 4, 2024. С. 136-146. https://pt.khmnu.edu.ua/index.php/pt/article/view/238/224
- Показники здоров’я як чинники суб’єктивного благополуччя здобувачів закладів вищої освіти. Слобожанський науковий вісник. Серія: Психологія. 2025. № 1. С. 105-109. https://journals.spu.sumy.ua/index.php/psy/article/view/635/595

## Нагороди
Нагороджений почесними грамотами Міністерства освіти і науки України, Хмельницької обласної та міської рад; заохочувальними відзнаками та медалями: «За сумлінну службу в Прикордонних військах України», «За бездоганну службу в ПВУ» 2 ступеня, «За мужність в охороні державного кордону», «За бездоганну службу» 1 ступеня, «Ветеран Державної прикордонної служби України».